# Hullagyáros 2.
A Hullagyáros 2. (eredeti cím: Accident Man: Hitman’s Holiday) 2022-ben bemutatott brit–amerikai akcióvígjáték, amelyet a 2018-as Hullagyáros című film folytatásaként George Kirby és Harry Kerr rendezett. A főszerepben Scott Adkins, Ray Stevenson és Sarah Chang látható.
2019 márciusában az első rész rendezője, Jesse V. Johnson megerősítette, hogy a Sony jóváhagyta az Accident Man 2. elkészítését, Stu Smallt jelölve meg forgatókönyvíróként. A filmet Máltán forgatták. 
2022. október 14-én jelent meg az Amerikai Egyesült Államokban, október 24-én pedig az Egyesült Királyságban.

## Cselekmény
Az előző rész eseményei után a társait meggyilkolása miatt bűntudatot érző bérgyilkos, Mike Fallon Máltára költözik, ahol ismét bonyodalmakba keveredik.

## Szereplők
| Szerep                            | Színész          | Magyar hang     |
| --------------------------------- | ---------------- | --------------- |
| Mike Fallon / Hullagyáros         | Scott Adkins     | Laklóth Aladár  |
| Nagy Ray                          | Ray Stevenson    | Törköly Levente |
| Wong Siu-Ling                     | Sarah Chang      |                 |
| Finom Fred                        | Perry Benson     | Kapácsy Miklós  |
| Mrs. Zuzzer                       | Flaminia Cinque  | Kocsis Mariann  |
| Dante Zuzzer                      | George Fouracres |                 |
| Poco / A gyilkos bohóc            | Beau Fowler      |                 |
| Yendi / A vámpír                  | Faisal Mohammed  | Bognár Tamás    |
| Silas / San Franciscó-i fojtogató | Peter Lee Thomas |                 |
| Freya du Preeze / A halál angyala | Zara Phythian    |                 |
| Oyumi                             | Andreas Nguyen   |                 |

## Fordítás
Ez a szócikk részben vagy egészben  az   Accident Man: Hitman’s Holiday című német Wikipédia-szócikk ezen változatának fordításán alapul.  Az eredeti cikk szerkesztőit annak laptörténete sorolja fel. Ez a jelzés csupán a megfogalmazás eredetét és a szerzői jogokat jelzi, nem szolgál a cikkben szereplő információk forrásmegjelöléseként.